# Prince's Golf Club
 (avril 2021).
 (avril 2021).
La mise en forme du texte ne suit pas les recommandations de Wikipédia : il faut le « wikifier ».
Les points d'amélioration suivants sont les cas les plus fréquents :
- Les titres sont pré-formatés par le logiciel. Ils ne sont ni en capitales, ni en gras.
- Le texte ne doit pas être écrit en capitales (les noms de famille non plus), ni en gras, ni en italique, ni en « petit »…
- Le gras n'est utilisé que pour surligner le titre de l'article dans l'introduction, une seule fois.
- L'italique est rarement utilisé : mots en langue étrangère, titres d'œuvres, noms de bateaux, etc.
- Les citations ne sont pas en italique mais en corps de texte normal. Elles sont entourées par des guillemets français : « et ».
- Les listes à puces sont à éviter, des paragraphes rédigés étant largement préférés. Les tableaux sont à réserver à la présentation de données structurées (résultats, etc.).
- Les appels de note de bas de page (petits chiffres en exposant, introduits par l'outil «  Source ») sont à placer entre la fin de phrase et le point final[comme ça].
- Les liens internes (vers d'autres articles de Wikipédia) sont à choisir avec parcimonie. Créez des liens vers des articles approfondissant le sujet. Les termes génériques sans rapport avec le sujet sont à éviter, ainsi que les répétitions de liens vers un même terme.
- Les liens externes sont à placer uniquement dans une section « Liens externes », à la fin de l'article. Ces liens sont à choisir avec parcimonie suivant les règles définies. Si un lien sert de source à l'article, son insertion dans le texte est à faire par les notes de bas de page.
- La présentation des références doit suivre les conventions bibliographiques. Il est recommandé d'utiliser les modèles {{Ouvrage}}, {{Chapitre}}, {{Article}}, {{Lien web}} et/ou {{Bibliographie}}. Le mode d'édition visuel peut mettre en forme automatiquement les références.
- Insérer une infobox (cadre d'informations à droite) n'est pas obligatoire pour parachever la mise en page.

Pour une aide détaillée, merci de consulter Aide:Wikification.
Si vous pensez que ces points ont été résolus, vous pouvez retirer ce bandeau et améliorer la mise en forme d'un autre article.

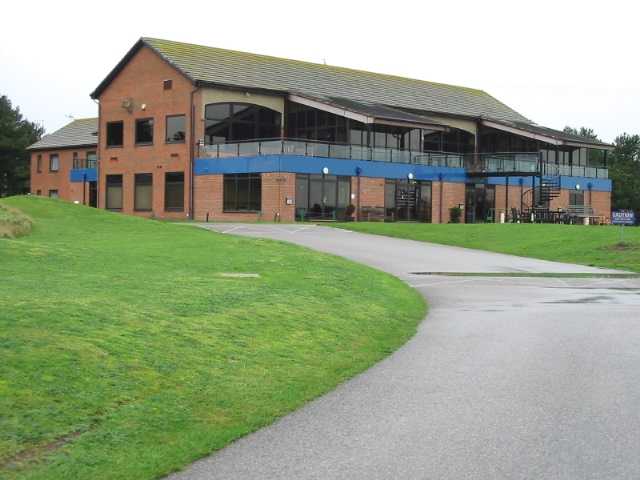
Le club house du Prince's Golf Club

Prince's Golf Club est un parcours de golf situé à Sandwich dans le Kent dans le sud-est de l'Angleterre. Prince's Golf Club se situe à proximité du Royal St George's et sur le même tronçon de côte que le Royal Cinque Ports Golf Club. Il est aussi connu pour avoir accueilli l'Open britannique en 1932.

## Histoire
Sir Harry Mallaby-Deeley (en) a financé le parcours conçu par Charles Hutchings, champion amateur de 1902, sur un terrain offert par Frederick George North, 8ème comte de Guilford. Le parcours de 18 trous a été achevé en 1906.
Le tracé actuel de 27 trous est le résultat de modifications faites en 1950 à la suite de dommages causés par la Seconde Guerre mondiale au parcours d'origine. La rénovation a toujours envisagé un club-house situé au centre, finalement ouvert en 1985, permettant aux 27 trous d'être joués en trois boucles de neuf trous, connues sous le nom de « Shore », « Dunes » et « Himalayas »,,.
Le Prince's Golf Club est le seul club à n'avoir accueilli l'Open britannique qu'à une seule reprise en 1932.

## Carte des scores
Distances mesurées depuis les départs bleus
| Shore | Shore | Shore |  | Dunes | Dunes | Dunes |  | Himalayas | Himalayas | Himalayas |
| Trou  | Yards | Par   |  | Trou  | Yards | Par   |  | Trou      | Yards     | Par       |
| 1     | 433   | 4     |  | 1     | 473   | 4     |  | 1         | 381       | 4         |
| 2     | 538   | 5     |  | 2     | 174   | 3     |  | 2         | 663       | 5         |
| 3     | 184   | 3     |  | 3     | 557   | 5     |  | 3         | 416       | 4         |
| 4     | 416   | 4     |  | 4     | 432   | 4     |  | 4         | 454       | 4         |
| 5     | 420   | 4     |  | 5     | 427   | 4     |  | 5         | 140       | 3         |
| 6     | 428   | 4     |  | 6     | 514   | 5     |  | 6         | 608       | 5         |
| 7     | 573   | 5     |  | 7     | 374   | 4     |  | 7         | 197       | 3         |
| 8     | 185   | 3     |  | 8     | 217   | 3     |  | 8         | 352       | 4         |
| 9     | 453   | 4     |  | 9     | 430   | 4     |  | 9         | 448       | 4         |
|       | 3 618 | 36    |  |       | 3 586 | 36    |  |           | 3 618     | 36        |

## L'Open britannique
Le Prince's Golf Club a accueilli l'Open Championship en 1932.
| Annee | Vainqueur        | Score | Score | Score | Score | Score |
| Annee | Vainqueur        | R1    | R2    | R3    | R4    | Total |
| ----- | ---------------- | ----- | ----- | ----- | ----- | ----- |
| 1932  | Gene Sarazen 1er | 70    | 69    | 70    | 74    | 283   |